# Мурашко Тетяна Миколаївна
Тетя́на Микола́ївна Мура́шко — українська співачка, заслужена артистка України (1992).

## Життєпис
Народилася 1967 року в Іванкові. Батько Микола Андрійович мав гарний голос, мама Євдокія Романівна брала активну участь в художній самодіяльності; 1956 року стала лауреатом обласного фестивалю, отримала запрошення в хор Григорія Верьовки від його дружини — Елеонори Скрипчинської. Проте мама зробила вибір на користь сім'ї — Тетяна виростала з двома сестрами.
Одночасно із навчанням у середній школі освоювала курс гри на фортепіано в школі музичній, закінчила на «відмінно». Була солісткою в хорах музичної та загальноосвітньої шкіл. За порадою мами Тетяна прослухалась до хорової студії при Державному Академічному Народному хорі ім. Г. Верьовки. Після 2-х років занять (1984—1986) почала творчі виступи. Була солісткою ансамблю «Льонок», в 1986—1988 роках — Житомирської обласної філармонії. На стаціонарі Рівненського інституту культури одержала спеціальність диригента народного хору; із студентським фольклорним гуртом «Джерело» вивчала автентичні народні пісні.
Протягом 1989—2002 років — солістка фолькльорного ансамблю «Калина», здійснила чимало закордонних гастролей.
2003 року заснувала фольклорний ансамбль «Весела Забава».